# Progebiophilus bruscai
Progebiophilus bruscai is een pissebed uit de familie Bopyridae. De wetenschappelijke naam van de soort is voor het eerst geldig gepubliceerd in 1990 door Salazar-Vallejo & Leija-Tristan.